# Trionymus turgidus
Trionymus turgidus är en insektsart som först beskrevs av Borchsenius 1949.  Trionymus turgidus ingår i släktet Trionymus och familjen ullsköldlöss.
Artens utbredningsområde är Azerbajdzjan. Inga underarter finns listade i Catalogue of Life.